# Veganföreningen i Sverige
Veganföreningen i Sverige (ViS) bildades 1976 av Ulla och Stefan Troëng och Dee Bush-Bailey. Föreningen hämtade inspiration från engelska Vegan Society. Föreningens kontaktorgan är Tidningen Vegan. Veganföreningen har under åren arrangerat matlagningskurser och föreläsningar om vegansk kost och vegansk odling runt om i Sverige. Föreningen ingår i olika nätverk som Vegans International, Europeiska Vegetariska Unionen samt Nordisk Veganunion.
Veganföreningen i Sverige har sitt säte i Mariefred.